# The Big Bang Theory (11.ª temporada)
A décima primeira temporada do sitcom da TV americana, The Big Bang Theory, estreou na CBS na segunda-feira, 25 de setembro de 2017. Voltando ao seu dia regular (às quintas-feiras nos EUA) na quinta-feira, 2 de novembro de 2017, depois do final da temporada do Thursday Night Football on CBS.
Em 20 de março de 2017, o TVLine informou que após meses de especulação, a CBS finalmente oficializou a renovação de The Big Bang Theory para mais duas temporadas, encerrando na temporada 2018–19.
Em 1 de junho de 2017, a CBS divulgou a data de estreia da 11ª temporada de The Big Bang Theory e de Young Sheldon, programa derivado que acompanhará a infância do personagem de Jim Parsons. Ambas as séries retornarão às telas norte-americanas em 25 de setembro de 2017, com a décima primeira temporada de The Big Bang Theory sendo exibida às 20h30 enquanto Young Sheldon estreará logo em seguida, às 21h.
A décima primeira temporada de The Big Bang Theory começou a ser exibida no Brasil pela Warner a partir do dia 08 de outubro de 2017.

## Produção
Assim como nas três temporadas anteriores, os cinco primeiros episódios da décima primeira temporada foram ao ar em um dia diferente do usual (às quintas-feiras nos EUA), por causa da aquisição dos direitos de transmissão da Thursday Night Football que a CBS fechou com a NFL. Após o fim da temporada do Futebol Americano (Thursday Night Football), a série voltou ao seu dia habitual (às quintas-feiras nos EUA), a partir de 2 de novembro de 2017. As filmagens para a décima primeira temporada começou em 15 de agosto de 2017; também foi noticiado que o episódio de estreia da temporada seria intitulado "The Proposal Proposal". Antes da estreia da temporada, cinco episódios foram filmados de 15 de agosto a 19 de setembro de 2017.
Em agosto de 2017, em entrevista à The Hollywood Reporter, o criador Chuck Lorre disse:
"Nunca pensamos que chegaríamos à décima primeira temporada, nem pensamos na décima segunda. É fácil presumir que isso seria o fim da série, mas só estou impressionado de que estamos aqui. Planejamos um episódio de cada vez, isso vêm acontecendo pelos últimos dez anos e nos trouxe até aqui." Já Kelly Kahl, presidente de entretenimento da CBS, falou que o programa não terminará tão cedo assim se depender da emissora: "Por quanto tempo conseguirmos ir; 20 anos. Espero tê-la por quando tempo pudermos."
Segundo a TV Guide, Steve Holland anunciou em 2 de setembro de 2017 que Bob Newhart e Wil Wheaton retornarão nesta temporada depois das abstenções na décima temporada.
O ator Johnny Galecki [que interpreta o Dr. Leonard Hofstadter] afirmou, durante o TCA 2018, que a última temporada de The Big Bang Theory deve ir ao ar em 2019. Segundo o mesmo: "A única discussão que tivemos sobre o final da série foi que todos vamos ficar muito tristes quando o dia chegar. Mas acredito que, nesse momento, todo mundo concorda que 12 temporadas é um bom período para voltar para casa e ver nossas famílias".

## Elenco
| - Johnny Galecki como Dr. Leonard Hofstadter - Jim Parsons como Dr. Sheldon Cooper - Kaley Cuoco como Penny - Simon Helberg como Howard Wolowitz - Kunal Nayyar como Dr. Rajesh "Raj" Koothrappali - Mayim Bialik como Dra. Amy Farrah Fowler - Melissa Rauch como Dra. Bernadette Rostenkowski-Wolowitz - Kevin Sussman como Stuart Bloom | - Laurie Metcalf como Mary Cooper - Christine Baranski como Dra. Beverly Hofstadter - Stephen Hawking como a si mesmo - Regina King como Janine Davis - Brian Posehn como Dr. "Bert" Bertram Kibbler - Wil Wheaton como a si mesmo - Bob Newhart como Dr. Arthur Jeffries/Professor Proton - John Ross Bowie como Dr. Barry Kripke - Dean Norris como Colonel Richard Williams - Brian Thomas Smith como Zack Johnson - Brian George como Dr. V. M. Koothrappali - Pamela Adlon como Halley Wolowitz (somente voz) - Joshua Malina como Presidente Siebert | - Riki Lindhome como Ramona Nowitzki - Ira Flatow como a si mesmo - Swati Kapila como Ruchi - Beth Behrs como Nell - Walton Goggins como Oliver - Bill Gates como a si mesmo - Peter MacNicol como Dr. Robert Wolcott - Neil Gaiman como a si mesmo - Lauren Lapkus como Denise - Jerry O'Connell como George Cooper Jr. - Courtney Henggeler como Missy Cooper - Teller como Mr. Fowler - Kathy Bates como Sra. Fowler - Mark Hamill como a si mesmo |

## Episódios
| N.º na série | N.º na temp. | Título                                                            | Dirigido por    | Escrito por | Exibição original      | Audiência U.S. (milhões) |
| ------------ | ------------ | ----------------------------------------------------------------- | --------------- | --- | ---------------------- | ------------------------ |
| 232          | 1            | "The Proposal Proposal" "O Pedido de Casamento"                   | Mark Cendrowski | História por : Chuck Lorre & Eric Kaplan & Jeremy Howe Roteiro por : Steve Holland & Maria Ferrari & Tara Hernandez             | 25 de setembro de 2017 | 17.65                    |
| 233          | 2            | "The Retraction Reaction" "A Reação da Retratação"                | Mark Cendrowski | História por : Steven Molaro & Steve Holland & Maria Ferrari Roteiro por : Dave Goetsch & Eric Kaplan & Anthony Del Broccolo    | 2 de outubro de 2017.  | 14.06                    |
| 234          | 3            | "The Relaxation Integration" "A Integração do Relaxamento"        | Mark Cendrowski | História por : Chuck Lorre & Steve Holland & Adam Faberman Roteiro por : Maria Ferrari & Andy Gordon & Tara Hernandez           | 9 de outubro de 2017   | 13.13                    |
| 235          | 4            | "The Explosion Implosion" "A Implosão da Explosão"                | Mark Cendrowski | História por : Bill Prady & Maria Ferrari & Tara Hernandez Roteiro por : Steve Holland & Eric Kaplan & Jeremy Howe              | 16 de outubro de 2017  | 13.07                    |
| 236          | 5            | "The Collaboration Contamination" "A Contaminação da Colaboração" | Nikki Lorre     | História por : Steven Molaro & Steve Holland & Eric Kaplan Roteiro por : Dave Goetsch & Maria Ferrari & Jeremy Howe             | 23 de outubro de 2017  | 13.20                    |
| 237          | 6            | "The Proton Regeneration" "A Regeneração do Próton"               | Mark Cendrowski | História por : Steven Molaro, Dave Goetsch, Alex Yonks Roteiro por : Dave Steve Holland, Andy Gordon, Jeremy Howe               | 2 de novembro de 2017  | 14.14                    |
| 238          | 7            | "The Geology Methodology" "A Metodologia da Geologia"             | Mark Cendrowski | História por : Steven Holland & Anthony Del Broccolo & Adam Faberman Roteiro por : Eric Kaplan & Maria Ferrari & Tara Hernandez | 9 de novembro de 2017  | 13.80                    |
| 239          | 8            | "The Tesla Recoil" "A Bobina de Tesla"                            | Anthony Rich    | História por : Chuck Lorre & Eric Kaplan & Tara Hernandez Roteiro por : Steve Holland & Maria Ferrari & Jeremy Howe             | 16 de novembro de 2017 | 13.44                    |
| 240          | 9            | "The Bitcoin Entanglement" "O Entrelaçamento do Bitcoin"          | Mark Cendrowski | História por : Steve Holland & Andy Gordon & Jeremy Howe Roteiro por : Dave Goetsch & Maria Ferrari & Anthony Del Broccolo      | 30 de novembro de 2017 | 13.84                    |
| 241          | 10           | "The Confidence Erosion" "A Erosão da Confiança"                  | Mark Cendrowski | História por : Bill Prady & Maria Ferrari & Adam Faberman Roteiro por : Steve Holland & Eric Kaplan & Tara Hernandez            | 7 de dezembro de 2017  | 14.41                    |
| 242          | 11           | "The Celebration Reverberation" "A Reverberação da Celebração"    | Mark Cendrowski | História por : Steve Holland & Eric Kaplan & Alex Ayers Roteiro por : Dave Goetsch & Maria Ferrari & Jeremy Howe                | 14 de dezembro de 2017 | 13.74                    |
| 243          | 12           | "The Matrimonial Metric" "A Métrica Matrimonial"                  | Mark Cendrowski | História por : Maria Ferrari & Tara Hernandez & Jeremy Howe Roteiro por : Steve Holland & Eric Kaplan & Andy Gordon             | 4 de janeiro de 2018   | 16.16                    |
| 244          | 13           | "The Solo Oscillation" "A Oscilação Solo"                         | Mark Cendrowski | História por : Chuck Lorre & Steve Holland & Anthony Del Broccolo Roteiro por : Eric Kaplan & Maria Ferrari & Jeremy Howe       | 11 de janeiro de 2018  | 15.93                    |
| 245          | 14           | "The Separation Triangulation" "A Triangulação da Separação"      | Mark Cendrowski | História por : Chuck Lorre & Eric Kaplan & Maria Ferrari Roteiro por : Steven Molaro & Steve Holland & Tara Hernandez           | 18 de janeiro de 2018  | 14.92                    |
| 246          | 15           | "The Novelization Correlation" "A Correlação Literária"           | Mark Cendrowski | História por : Steve Holland & Andy Gordon & Adam Faberman Roteiro por : Eric Kaplan & Maria Ferrari & Jeremy Howe              | 1 de fevereiro de 2018 | 14.69                    |
| 247          | 16           | "The Neonatal Nomenclature" "A Nomenclatura Neonatal"             | Gay Linvill     | História por : Eric Kaplan & Maria Ferrari & Anthony Del Broccolo Roteiro por : Steve Holland & Tara Hernandez & Adam Faberman  | 1 de março de 2018     | 13.75                    |
| 248          | 17           | "The Athenaeum Allocation" "A Alocação do Ateneu"                 | Mark Cendrowski | História por : Steve Holland & Steven Molaro & Tara Hernandez Roteiro por : Dave Goetsch & Eric Kaplan & Maria Ferrari          | 8 de março de 2018     | 13.88                    |
| 249          | 18           | "The Gates Excitation" "A Empolgação Gates"                       | Mark Cendrowski | História por : Eric Kaplan & Maria Ferrari & Andy Gordon Roteiro por : Steve Holland & Tara Hernadnez & Jeremy Howe             | 29 de março de 2018    | 13.26                    |
| 250          | 19           | "The Tenant Disassociation" "A Desassociação de Moradores"        | Mark Cendrowski | História por : Steve Holland & Jeremy Howe & Trevor Alper Roteiro por : Dave Goetsch & Eric Kaplan & Maria Ferrari              | 5 de abril de 2018     | 13.00                    |
| 251          | 20           | "The Reclusive Potential" "O Potencial Reclusivo"                 | Mark Cendrowski | História por : Maria Ferrari & Anthony Del Broccolo & Tara Hernandez Roteiro por : Steve Holland & Eric Kaplan & Adam Faberman  | 12 de abril de 2018    | 12.77                    |
| 252          | 21           | "The Comet Polarization" "A Polarização do Cometa"                | Mark Cendrowski | História por : Steve Holland & Bill Prady & Eric Kaplan Roteiro por : Maria Ferrari & Andy Gordon & Tara Hernandez              | 19 de abril de 2018    | 12.91                    |
| 253          | 22           | "The Monetary Insufficiency" "A Insuficiência Monetária"          | Nikki Lorre     | História por : Dave Goetsch & Maria Ferrari & Tara Hernandez Roteiro por : Steve Holland & Eric Kaplan & Jeremy Howe            | 26 de abril de 2018    | 11.79                    |
| 254          | 23           | "The Sibling Realignment" "O Realinhamento dos Irmãos"            | Mark Cendrowski | História por : Steve Holland & Eric Kaplan & Anthony Del Broccolo Roteiro por : Dave Goetsch & Maria Ferrari & Jeremy Howe      | 3 de maio de 2018      | 12.93                    |
| 255          | 24           | "The Bow Tie Asymmetry" "A Assimetria da Gravata Borboleta"       | Mark Cendrowski | História por : Chuck Lorre & Steven Molaro & Maria Ferrari Roteiro por : Steve Holland & Eric Kaplan & Tara Hernandez           | 10 de maio de 2018     | 15.51                    |

### Web
- «Shows A-Z – big bang theory, the on CBS» (em inglês). The Futon Critic. Consultado em 14 de agosto de 2014
- «The Big Bang Theory: Episode Guide» (em inglês). MSN TV. Consultado em 14 de agosto de 2014
- «The Big Bang Theory Episode Guide» (em inglês). Zap2It. Consultado em 14 de agosto de 2014